# Arkont basileios
Arkont basileios eller archon basileus (klassisk grekiska: ἄρχων βασιλεύς) var ett ämbete i antikens Aten. Det tillhörde Atens högsta ämbeten och hade hög prestige. Det är sammansatt av orden för administratör och kung.
Arkont basileios tros vara den sista resten av Atens forna kungatitel, vars befogenheter filtrerades bort med införandet av andra ämbeten med tiden.  Efter avskaffandet av monarkin i Aten ska innehavaren av titeln ha valts bland Atens aristokrati, Eupatridae, vart tionde år; år 683 f.Kr. ska ämbetstiden ha minskats till ett år. Solons lagar från 594 f.Kr. reformerade kvalifikationerna och ämbetet valdes därefter bland de 500 förmögnaste familjerna Pentakosiomedimnoi i Aten. Från 487 f.Kr. utsågs innehavaren genom lottning.
Dess uppgift var att ha överinseende över statens religiösa ceremonier och mordrättegångar. Hans maka fick titeln basilinna ("drottning") och hade den religiösa uppgiften att ingå ett rituellt giftermål med Dionysos (eller hans representant) under denna guds festival i Boukoleion.